# Lanusei
Lanusei (sardinsky: Lanusè) je italská obec (comune) v provincii Nuoro v regionu Sardinie. Nachází se ve výšce 595 metrů nad mořem a má přibližně 5 000 obyvatel. Rozloha obce je 53,17 km².